# Пороище
Поро̀ище е село в Североизточна България, област Разград, община Разград.

## География
Намира се на 7 км югоизточно от Разград. Разположено е върху хълмист терен, наподобяващ повече планински, отколкото равнинен.
През Пороище преминават 2 малки рекички, водещи началото си – едната западно от селото на 2 км от чешма Св. Марина и другата от южна посока от Хаджи-Ивановата чешма. Двете рекички се обединяват в края на селото, след което на 4 км в северна посока се вливат в река Бели Лом.
Главният водопровод, направен от глинени тръби, който снабдявал кастела на Абритус с питейна вода, събирал водите при село Пороище на около 7 км от Разград.

## История
Останките от римско време подсказват за съществуването на селище по тези земи още преди Христа.
Днешно Пороище, предходно Долно Арбанаси, е известно с името Арнауткьой. Днешното си име Пороище получава през 1934 г. в резултат от поройните води, които се стичат при валеж по наклонения терен на който е разположено селото.. Селото е засвидетелствано за първи път като отделна махала в началото на XVI век, в мерата на изоставеното село Доймушлар, което било вакъф на великия везир Ибрахим паша (1523 – 1536). 
Пороище е основано от преселници изповядващи православната вяра и пристигнали от албанските земи. По време на османската власт селото се нарича Долно Арбанаси, в противовес на търновското село Горно Арбанаси (сега Арбанаси), също заселено от православни от албанските земи.
За пръв път като отделно село Долно Арбанаси се споменава в средата на XVI век в подробен регистър на мюлкове и вакъфи, датиран между 1544 и 1555 г. В селището тогава са регистрирани като данъкоплатци 42 домакинства и 7 неженени мъже (около 210 жители). Имената на записаните са най-често източноправославни, срещат се типичните за албанските земи по онова време имена. В дневника на йерусалимския патриарх Доситей II Нотарас са отбелязани негови посещения в селото през септември 1664 г.; през януари 1670 г.; на 4 юли 1678 г.; на 27 април 1687 г. и през март 1698 г. Там Доситей най-често се отбива на път за Йерусалим по пътя от Русе за Разград (тогава Хръзград).  
Големият икономически разцвет на Арнауткьой е през XVII – XVIII век, за което спомага и вакъфският му статут. През него минава главният път Русе – Разград – Шумен – Варна, по който се осъществява оживен превоз предимно на немски стоки. Арнауткьойци търгуват и в Разград, където имат дюкяни и са под протекцията на Дубровнишката република.
Основен поминък на населението е джелепчийството. Във ферман на султан Ахмед III от 1714 г. е отбелязано, че "населението на селото са джелепи и работата им е да колят добитък, да събират лой и топено масло." Приоритетно място в поминъка на жителите заемало и производството на коприна. Упражнявани били редица занаяти като абаджийство, чохаджийство, кожухарство, грънчарство, каменоделство и дюлгерство..   
За селото свидетелства английският духовник Едмънд Чишъл, който преминава през него на 16 април 1702 г. по време на своето пътешествие през Османската империя. Пътешественикът посочва, че местното население е от гръцко причастие, въпреки че името на селото предполага техния негръцки произход. Англичанинът Джон Джексън също минава през селището в 1797 г. Той отбелязва, че Арнауткьой (Arnootka) е „голям град“, разположен в долина на един час път от Разград. В него имало множество занаятчийски работилници. През цялата си история на съществуването си, Пороище се запазва с компактно православно население. В селото имало 4 църкви („Св. Димитър“, „Св. Богородица“, „Св. Никола“, „Св. Атанас“). Съществували дванадесет кланици.
По време на Руско-турската война (1806 – 1812) в района на Разград през май 1810 г. избухва въстание на българското население. Първото въстанало село е Пороище, последвано от още няколко села от Разградско, след което и самият град, в който били разбити складовете с оръжие и районът е зает от руските войски без бой. След оттеглянето на руската войска Пороище е опожарено.

В 1827 г. англичанинът Робърт Уолш преминава през Пороище (Arnaut Kui), оставяйки интересно описание в своята книга: 
| „ | ... научих, че в селото имали училище, църква и свещеник. Преди няколко години Арнауткьой е бил голям град, състоящ се от две хиляди къщи ... | “ |

Поради факта, че селото е изцяло българско, при това с население близко до това на Разград, в Пороище е основан революционен комитет от Ангел Кънчев, съратника на Левски. Къщата, където е основан революционният комитет, е запазена и до днес като музей. 
Селото дава жертви във всички войни, в които участва България след Освобождението си от османска власт. Паметник на загиналите в Балканските войни и Първата световна война има в двора на бившето основно училище „Христо Смирненски“. В чест на загиналите антифашисти има паметни плочи в къщите, където са живели, ведно с паметник на незнайния войн в центъра на селото, с мемориална чешма.
След 9 септември 1944 г. Пороище става квартал на Разград. След време отново му е върнат статутът на отделно селище.

## Население

### Численост
Численост на населението според преброяванията през годините:
| \| Година на преброяване \| Численост \| \| --------------------- \| --------- \| \| 1934 \| 1828 \| \| 1946 \| 1639 \| \| 1956 \| 1385 \| \| 1965 \| 1245 \| \| 1992 \| 654 \| \| 2001 \| 568 \| \| 2011 \| 367 \| \| 2021 \| 344 \| |           |
| Година на преброяване | Численост |
| 1934 | 1828      |
| 1946 | 1639      |
| 1956 | 1385      |
| 1965 | 1245      |
| 1992 | 654       |
| 2001 | 568       |
| 2011 | 367       |
| 2021 | 344       |

### Етнически състав
Численост и дял на етническите групи според преброяването на населението през 2011 г.:
|                     | Численост | Дял (в %) |
| Общо                | 367       | 100.00    |
| Българи             | 355       | 96.73     |
| Турци               | 0         | 0.00      |
| Цигани              |           |           |
| Други               |           |           |
| Не се самоопределят |           |           |
| Неотговорили        | 8         | 2.17      |

## Религии
Изцяло християнска (източноправославна).

## Забележителности
- Читалище с голяма библиотека и театрален салон
- 2 нефункциониращи основни училища
- Професионална гимназия по облекло „Станка Николица-Спасо-Еленина“
- Вкопана църква „Свети Атанасий“ от османско време, реставрирана
- Комитетска къща – къща-музей, в която Ангел Кънчев основава местния революционен комитет
- Пещера „Света Марина“ на около 2 км северозападно от селото. От нея извира поточе, което преминава през селото и се влива в Бели Лом. Установено е, че през пещерата тече подземна река. Подземната река излиза в района на бензиностанция „Шел“, на изхода на гр. Разград.

## Редовни събития
Селото провежда своя традиционен летен сбор на отбелязването на християнския празник на света Марина постарому на 30 юли.

## Личности

### Родени в Пороище
- Георги Генджев, сред първите ветеринарни лекари, ръководител на ветеринарната служба в България (1913 – 1918)
- Дачо Георгиев, български революционер, деец на ВМОРО
- Марин Николов х. Жеков, шампион във втората колоездачна обиколка през 1935 г.
- Никола Коча Лупу?
- Станка Николица-Спасо-Еленина, книжовничка и преводачка, сред първите български поетеси